# Los Angeles Xtreme
| Los Angeles Xtreme                                                   | Los Angeles Xtreme                                                   |
| Gegründet 2001 – Aufgelöst 2001 Spielten in Los Angeles, Kalifornien | Gegründet 2001 – Aufgelöst 2001 Spielten in Los Angeles, Kalifornien |
| -------------------------------------------------------------------- | -------------------------------------------------------------------- |
| \| \| \| \| \| \|                                                    |                                                                      |
| Teamfarben                                                           | Navy, Gold, Silber, Weiß                                             |
| Liga                                                                 |                                                                      |
| - XFL (2001) Western Division                                        |                                                                      |
| Personal                                                             |                                                                      |
| Head Coach                                                           | Al Luginbill                                                         |
| Erfolge                                                              |                                                                      |
| Meisterschaften (1) Million Dollar Game 2001                         |                                                                      |
| Division-Siege (1) XFL Western 2001                                  |                                                                      |
| Play-off-Teilnahmen (1) 2001                                         |                                                                      |
| Stadien                                                              |                                                                      |
| Los Angeles Memorial Coliseum                                        |                                                                      |
|                                                                      |                                                                      |
|                                                                      |                                                                      |

Die Los Angeles Xtreme waren ein American-Football-Team aus Los Angeles, Kalifornien. Sie gehörten der XFL in der Western Division an und beendeten im Jahr 2001 die einzige gespielte Saison dieser Liga mit 7 Siegen und 3 Niederlagen. Im Halbfinale der einzigen XFL-Saison bezwangen sie die Chicago Enforcers mit 33:16 und konnten sich im großen Finale („The Million Dollar Game“) gegen die San Francisco Demons mit 38:6 durchsetzen.

## Herausragende Spieler
Zu den herausragenden Spielern gehören:
- Saladin McCullough mit 310 Rushing Yards
- Jeremaine Copeland mit 656 Receiving Yards
- Tommy Maddox mit 2186 Passing Yards